# Epizoanthus michaelsarsi
Epizoanthus michaelsarsi is een Zoanthideasoort uit de familie van de Epizoanthidae. De wetenschappelijke naam van de soort is voor het eerst geldig gepubliceerd in 1923 door Carlgren.